# خطاب العرش

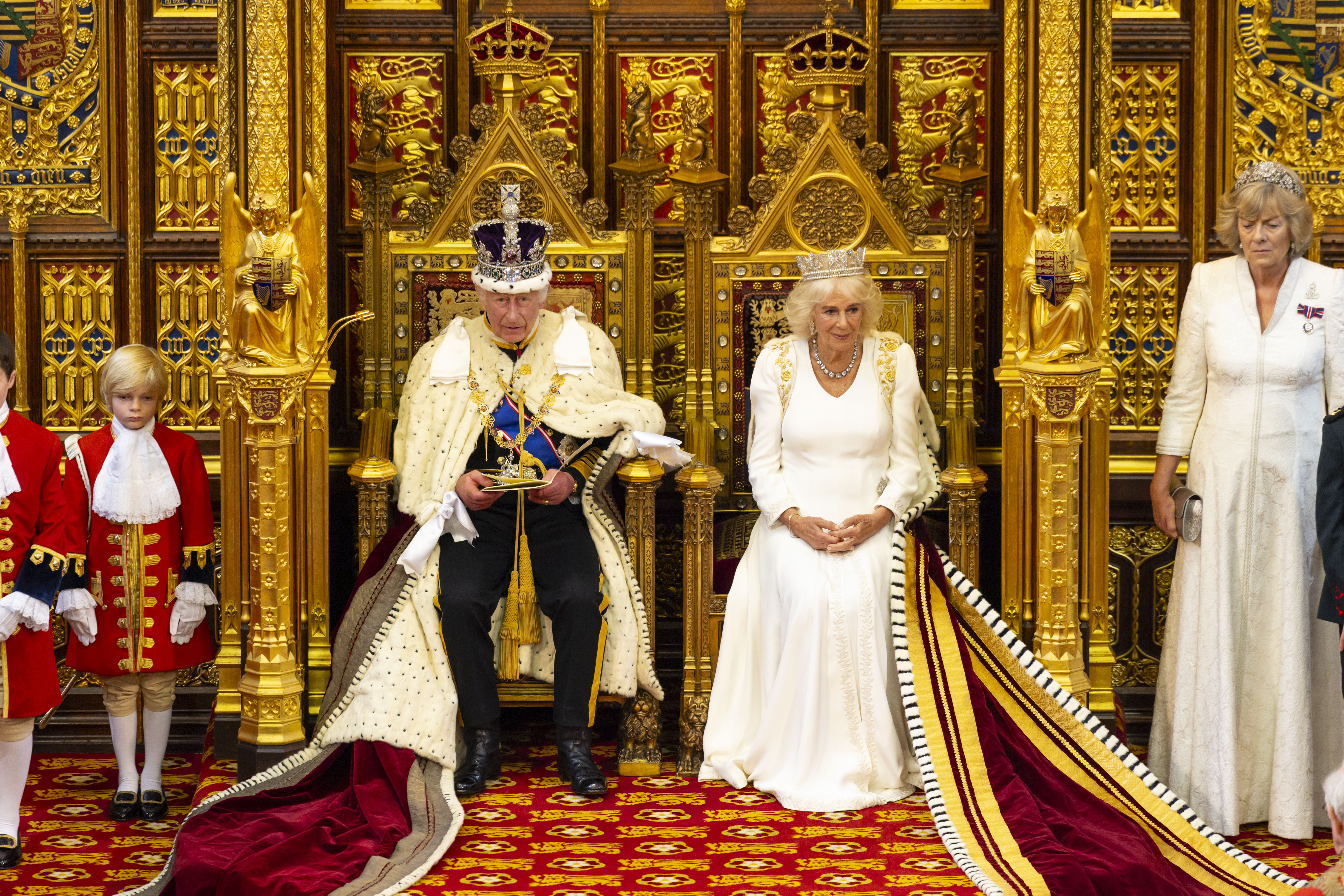
الملك تشارلز الثالث يقرأ خطاب العرش في حفل افتتاح البرلمان في المملكة المتحدة عام 2024

خطاب العرش هو حدث في بعض الممالك حيث يُلقي الملك الحاكم، أو ممثله، خطابًا مُعدًّا أمام أعضاء الهيئة التشريعية للبلاد عند افتتاح جلسة تشريعية. يُحدد هذا الخطاب أولويات الحكومة في جدول أعمالها التشريعي، والتي يُطلب فيها تعاون الهيئة التشريعية. غالبًا ما يُصاحب الخطاب مراسم رسمية. يُعقد سنويًا، مع أنه قد يُلقى بتواترٍ أقل في بعض الأماكن، عند افتتاح دورةٍ تشريعيةٍ جديدة.
تاريخيًا، عندما مارس الملوك نفوذهم الشخصي واتخاذ القرارات العامة في الحكومة، كان خطاب العرش يحدد سياسات الملك وأهدافه؛ وكان مستشارو الملك يُعدّون الخطاب عادةً، لكن الملك أشرف على صياغته إلى حد ما على الأقل، وكان له السلطة التقديرية النهائية في تحديد محتواه. في الملكيات الدستورية الحديثة، سواء بموجب القانون أو الاتفاقية، يقرأ رئيس الدولة أو ممثله الخطاب من على العرش، لكن يُعدّه مجلس الوزراء. لا يزال هذا الحدث يُمارس في دول الكومنولث، حيث يُعرف أيضًا باسم خطاب الملك (أو خطاب الملكة) في المملكة المتحدة.  في هولندا، يُقام في يوم الأمير. 
بالإضافة إلى الملكيات، اعتمدت العديد من الجمهوريات ممارسة مماثلة حيث يخاطب رأس الدولة، وهو في الغالب الرئيس، الهيئة التشريعية. في الجمهوريات البرلمانية حيث يكون الرئيس مجرد شخصية شرفية، تكون هذه الخطب في كثير من الأحيان مماثلة في لهجتها لخطاب العرش في الملكية الدستورية، بينما في الأنظمة الرئاسية، تكون الخطب مختلفة بعض الشيء حيث يمارس الرئيس سلطة تقديرية شخصية على المحتوى ولكن مبدأ الفصل بين السلطات يعني أن الهيئة التشريعية ليست ملزمة باتباع أي أجندة (إن وجدت) قد تكون موجودة في مثل هذا الخطاب.

## ممالك الكومنولث

### مصطلحات
في المملكة المتحدة، يُعرف هذا الخطاب باسم "خطاب جلالة الملك الكريم"، أو "الخطاب الكريم"، أو بشكل أقل رسمية، "خطاب الملك" (أو "خطاب الملكة"، عندما تكون الملكة الحاكمة أنثى). أما في كندا، فيُعرف باسم "خطاب العرش". منذ عام 1973، يُلقي نائب حاكم كيبيك خطاب افتتاحي قصيرًا يُسمى "الخطاب الافتتاحي"، يليه خطاب رئيس الوزراء "الخطاب الافتتاحي"، المعروف باسم "الرسالة الافتتاحية".
في هونج كونج، كان يُطلق على خطاب الحاكم اسم "خطاب السياسة" خلال ولاية كريس باتن حاكمًا للمدينة. في دولة أيرلندا الحرة، ألقى الحاكم العام خطاب الحاكم العام أمام مجلس النواب الأيرلندي (الديل إيرين)؛ ولم يُلقِ هذا الخطاب إلا مرتين فقط في عامي 1922 و1923.

### تاريخ

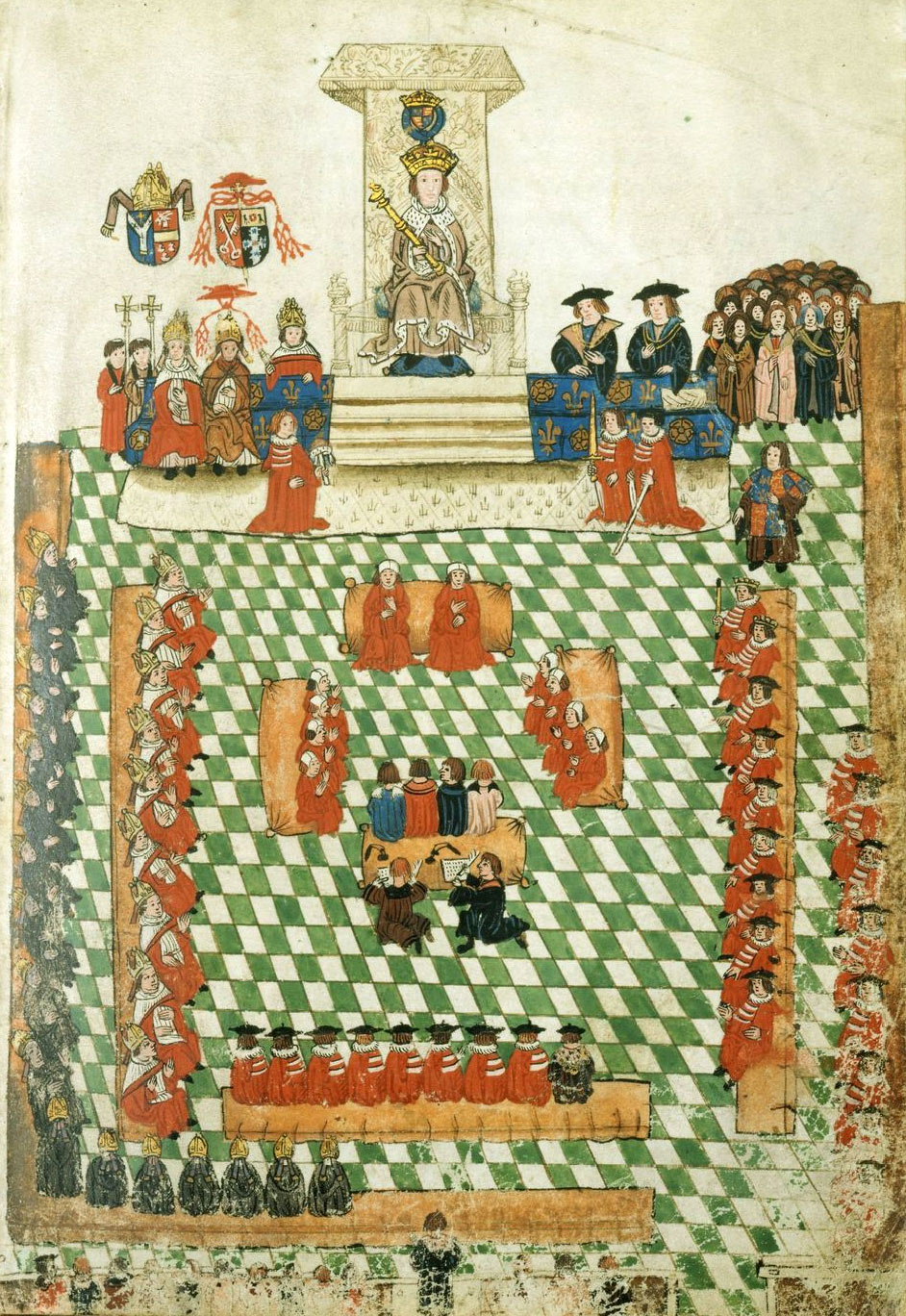
الملك هنري الثامن في افتتاح برلمان إنجلترا في قصر برايدويل، 1523

في دول الكومنولث، يُعد خطاب العرش خطابًا يشكل جزءًا من مراسم افتتاح البرلمان.  تشير بعض السجلات إلى أن المراسم كانت تُقام منذ العصور الوسطى،  بينما يضع آخرون أصولها في القرن السادس عشر،  عندما كانت إنجلترا لا تزال ملكية مطلقة.  وقد أوضح الخطاب للبرلمان أسباب انعقاده، وفي بعض الأحيان حدد سياسات الملك وأهدافه.  كان الملك أحيانًا يتحدث إلى البرلمان شخصيًا؛ فقد فعل إدوارد الثالث (في عام 1365) وريتشارد الثاني وإدوارد الرابع ذلك أمام مجلسي البرلمان في مناسبات منفصلة متعددة. 
ومع ذلك، ألقت شخصيات أخرى مختلفة الخطاب نيابة عن الملك: بين عامي 1347 و1363، قرأه رئيس القضاة؛ وفي عام 1401 قرأه رئيس قضاة المحكمة العامة؛ وفي أعوام 1344 و1368 و1377 (متحدثًا باسم إدوارد الثالث)، و1399 و1422، قرأه رئيس أساقفة كانتربري؛ وفي عامي 1343 و1363، وعادة بعد عام 1368، قرأه اللورد المستشار   الذي كان آنذاك المدعي العام أو رئيس مجلس اللوردات. وقد ألقاه أسقف وينشستر في عام 1410؛ وفي عامي 1453 و1467، أسقف لينكولن؛ وأسقف روتشستر في عام 1472؛ وحارس الختم الخاص في عام 1431.  ربما كُتب من قبل مستشاري الملك أو الملكة أو بمساعدة منهم، ولكن الملك، بصفته الحاكم الأعلى، كان المؤلف الرئيسي.

### الممارسة المعاصرة

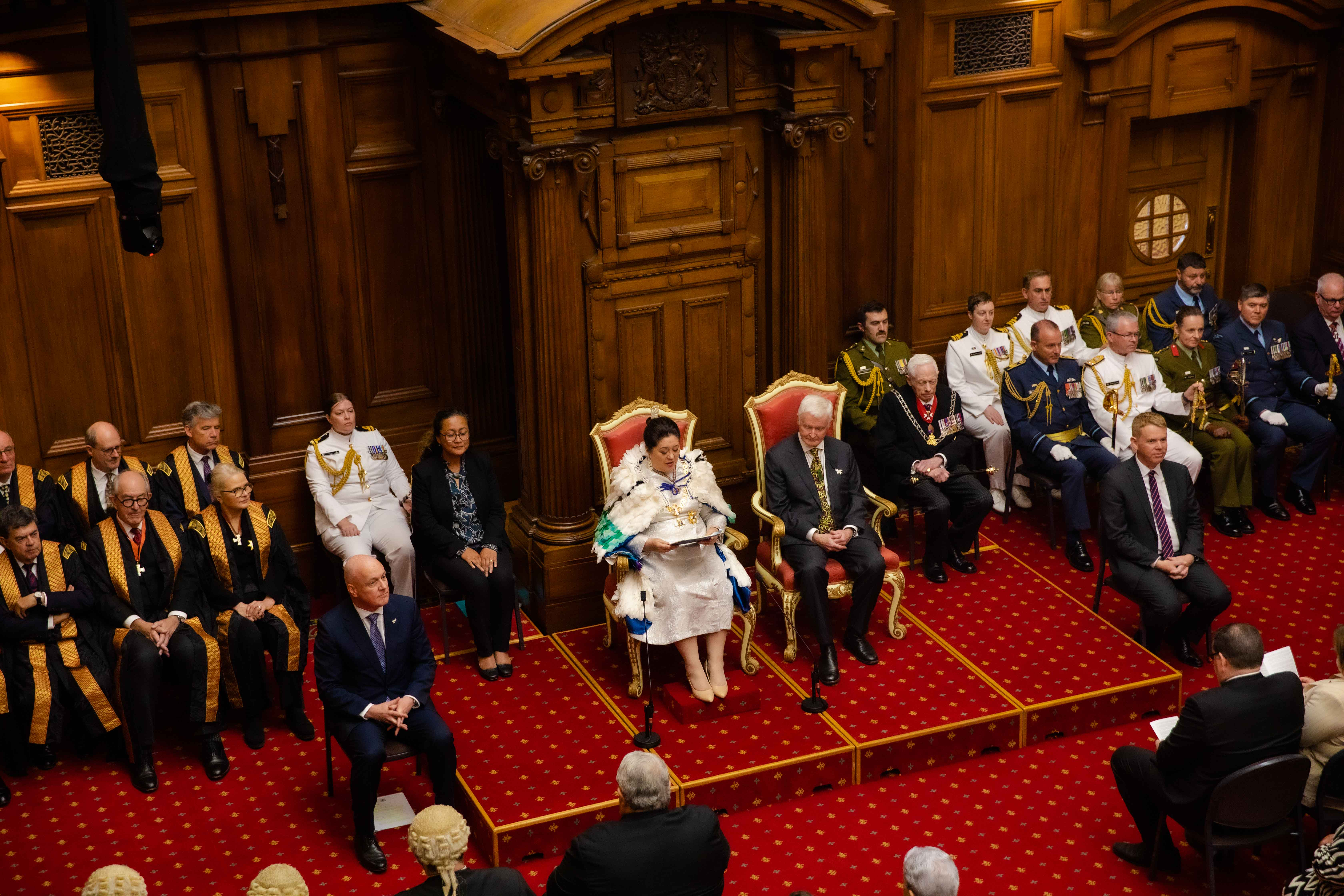
الحاكمة العامة السيدة سيندي كيرو تلقي خطاب العرش في الغرف السابقة للمجلس التشريعي، وهو المجلس الأعلى الملغى في برلمان نيوزيلندا.

اليوم، وضمن مبادئ الملكية الدستورية، يُكتب الخطاب من قبل مجلس الوزراء الحاضر،  مع أو بدون مشاركة القارئ،  ويُحدد البرنامج التشريعي للدورة البرلمانية الجديدة.  ونظرًا للتقاليد البرلمانية التي تُحظر على الملك دخول المجلس الأدنى،  ففي الدول التي تمتلك برلمانًا ثنائي المجلس، تُقام مراسم إلقاء الخطاب في المجلس الأعلى للهيئة التشريعية،  بحضور أعضاء كلا المجلسين. في أغلب البرلمانات ذات المجلس الواحد، يُقرأ الخطاب في المجلس التشريعي الواحد. على غير العادة، في دولة أيرلندا الحرة، أُلقي الخطاب في المجلس الأدنى من برلمانها ثنائي المجلس.
في المملكة المتحدة، عادة ما يقرأ الملك الحاكم الخطاب في حفل افتتاح البرلمان. تعود التقاليد المحيطة بالافتتاح والخطاب إلى القرن السادس عشر. يعود تاريخ الاحتفال الحالي إلى عام 1852، عندما أعيد بناء قصر وستمنستر بعد حريق عام 1834. تقام هذه المراسم الآن عادة سنويًا، عادةً في شهر نوفمبر أو ديسمبر، أو بعد الانتخابات العامة بفترة وجيزة.  ويجوز للملك، مع ذلك، أن يعين مندوباً للقيام بهذه المهمة نيابةً عنه. فعلت إليزابيث الثانية ذلك أثناء حملها في عامي 1959 و1963، عندما ألقاه اللورد المستشار بدلاً منها؛ ومرة أخرى بسبب اعتلال صحتها في عام 2022، عندما ألقاه الأمير تشارلز (الآن تشارلز الثالث)؛ وكان هو والأمير ويليام يعملان كمستشارين للدولة. 

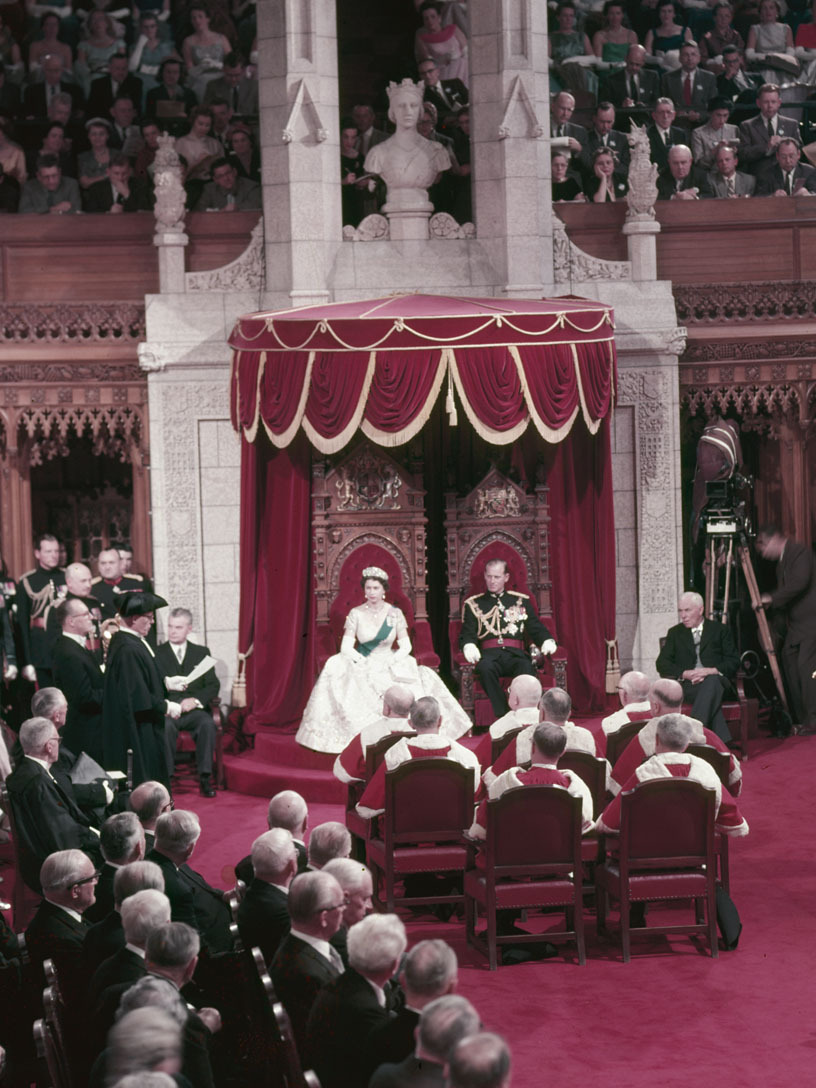
الملكة إليزابيث الثانية (على اليسار، جالسة مع الأمير فيليب، دوق إدنبرة ، على اليمين) تلقي خطاب العرش من فوق عرش مجلس الشيوخ الكندي، 1957.

في تلك البلدان التي تشترك مع المملكة المتحدة في نفس العاهل، عادةً ما يُقرأ خطاب العرش نيابةً عن الملك من قبل نائبه، الحاكم العام، على الرغم من أن الملك قد يلقي الخطاب شخصيًا: قرأت الملكة إليزابيث الثانية خطاب العرش في برلمان نيوزيلندا في أعوام 1954 و1963 و1970 و1974 و1977 و1986 و1990، وبرلمان أستراليا في عامي 1954 و1974،  وبرلمان كندا في عامي 1957 و1977. وقد يقوم عضو آخر من العائلة المالكة أيضًا بأداء هذه المهمة، كما حدث عندما قرأ أمير ويلز (الذي أصبح فيما بعد الملك إدوارد الثامن) خطاب العرش في البرلمان الكندي في الأول من سبتمبر عام 1919. وفي مناسبتين، ألقى مدير الحكومة خطابًا أمام برلمان كندا: 16 مايو 1963 و30 سبتمبر 1974.  قرأ تشارلز الثالث خطاب العرش في كندا في 27 مايو 2025..
في الولايات الأسترالية، يُلقي الحاكم المختص الخطاب، على الرغم من أن الملك الأسترالي قد يقوم بهذه المهمة أيضًا: افتتحت الملكة إليزابيث الثانية برلمانات بعض الولايات الأسترالية في عام 1954 وبرلمانات نيو ساوث ويلز في عام 1992. في جميع المقاطعات الكندية تقريبًا، يلقي نائب الحاكم المختص الخطاب؛ ومن غير المؤكد ما إذا كان الملك الكندي قادرًا على فعل الشيء نفسه في أي هيئة تشريعية لمقاطعة كندية. أما في كيبيك، ومع ذلك، فيُشار إلى الخطاب باسم "الخطاب الافتتاحي" (الفرنسية: Allocution d'ouverture).  في كل إقليم كندي، يقرأ المفوض خطاب العرش أو الخطاب الافتتاحي أمام الهيئة التشريعية.

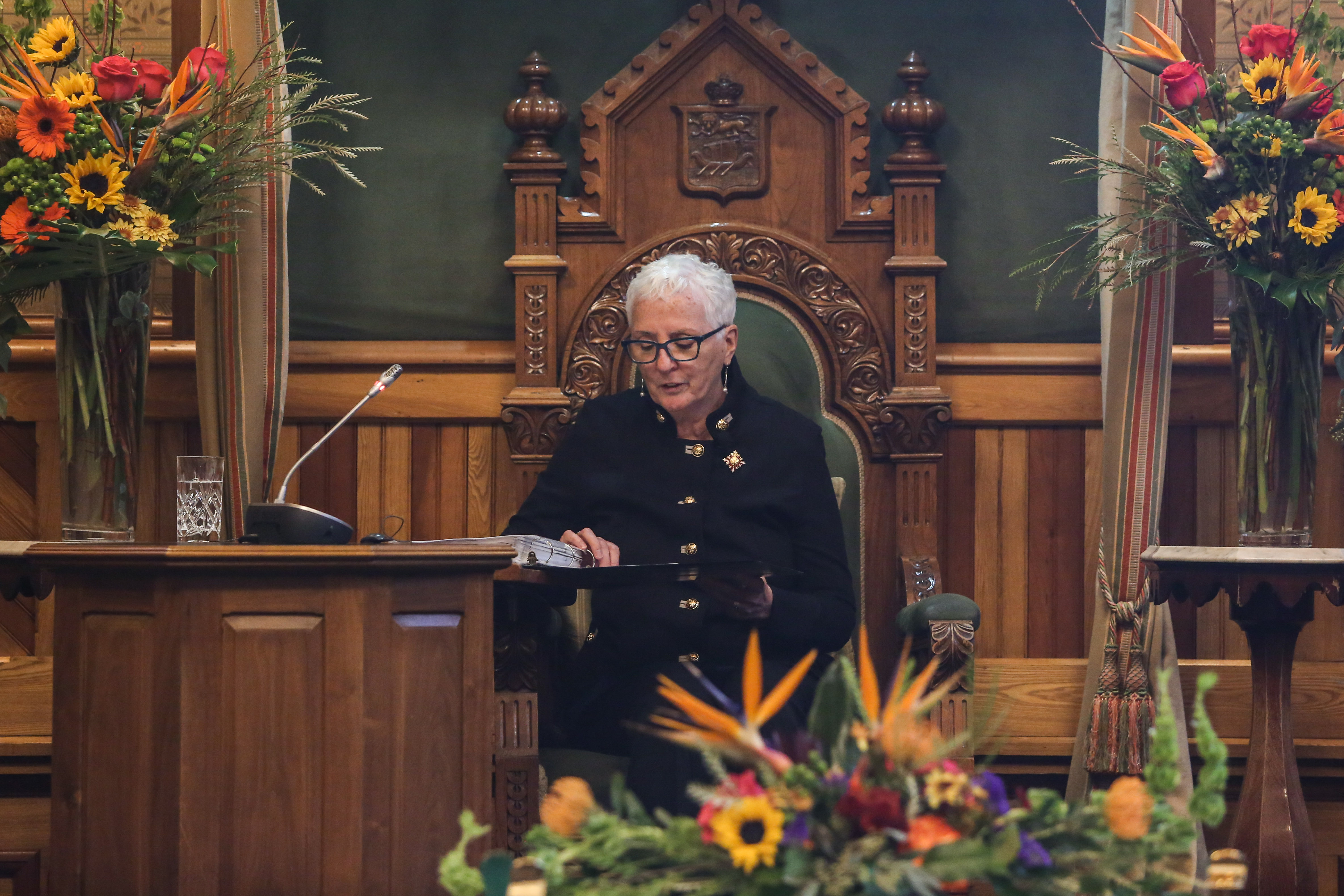
تلقي بريندا مورفي خطاب العرش بصفتها نائبة حاكم مقاطعة نيو برونزويك، وممثلة الملك في تلك المقاطعة.

وفي الأقاليم البريطانية الخارجية التي تطبق هذه الممارسة، يلقي الحاكم المختص الخطاب. لا يعد خطاب العرش أمرًا شائعًا في الهيئات التشريعية المفوضة داخل المملكة المتحدة؛ وأقرب ما يعادله هو بيان الأجندة التشريعية للسلطة التنفيذية، والذي يقدمه عادةً الوزير الأول.  ومع ذلك، فإن الملك البريطاني يقوم في كثير من الأحيان بزيارات ويتحدث إلى الهيئات المفوضة بصفة أقل رسمية. خلال فترة حكمها، كانت الملكة إليزابيث الثانية حاضرة وألقت خطابًا في جميع افتتاحيات البرلمان الاسكتلندي، وكانت تتحدث عادةً بشكل تأملي عن إنجازات البرلمان وتتمنى للمؤسسة كل التوفيق في فترتها القادمة بدلاً من النظر في خطط السلطة التنفيذية.
ويعتبر من غير اللائق للجمهور، بما في ذلك أعضاء البرلمان، إظهار الدعم أو عدم الموافقة على أي محتوى من الخطاب أثناء قراءته: وهذا الأمر محجوز للمناقشة والتصويت الذي يليه في الغرف التشريعية أو المجلس.  في عام 1998 في المملكة المتحدة، عندما قرأت الملكة قانون مجلس اللوردات المقترح لعام 1999، قاطعه نواب حزب العمال لفترة وجيزة بالتعبير عن دعمهم، بينما رد النبلاء المحافظون بقولهم "عار!".  ومع ذلك، فقد تم التعبير عن الاحتجاج أثناء خطاب العرش، كما حدث في عام 2011 عندما قاطعت بريجيت دي بابي، وهي موظفة في مجلس الشيوخ الكندي، الحاكم العام ديفيد جونستون أثناء قراءته لخطاب العرش من خلال الوقوف وحمل لافتة تدعو إلى إيقاف رئيس الوزراء آنذاك، ستيفن هاربر. 

### خطاب الرد

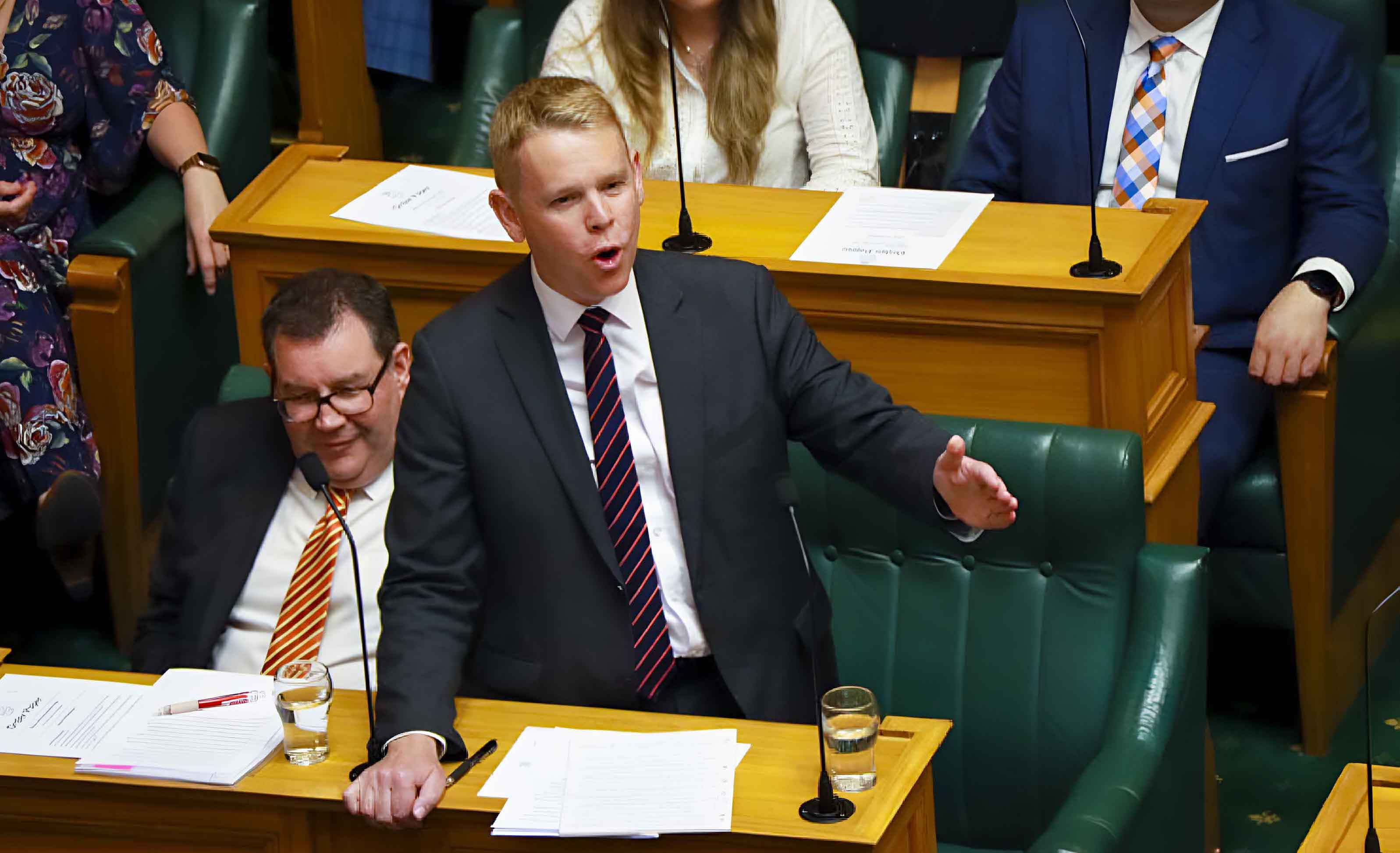
يتحدث زعيم المعارضة في نيوزيلندا، كريس هيبكينز، خلال مناقشة الرد على البرلمان.

رسميًا، يدعو الاقتراح الذي يلي الخطاب البرلمان إلى شكر الملك أو نائب الملك من خلال خطاب رد. ومع ذلك، غالبًا ما يكون النقاش واسع النطاق، ويستكشف العديد من جوانب السياسات المقترحة من الحكومة، ويمتد على مدى عدة أيام. عندما يتم التصويت على خطاب الرد في النهاية، يتم إجراء الاستفتاء لتشكيل اقتراح الثقة في الحكومة، والذي في حالة خسارته، سيؤدي إلى نهاية ولاية تلك الحكومة.  في بعض الهيئات التشريعية، تسبق هذه المناقشة والتصويت إثارة رمزية لمسائل أخرى، تهدف إلى تسليط الضوء على استقلال البرلمان عن التاج؛ وهي ممارسة نشأت بعد محاكمة الملك تشارلز الأول وإعدامه من قبل البرلمان.  وفي مجلس العموم البريطاني، فإن العمل الآخر الذي يتم إثارته تقليديا هو مشروع قانون الخارجين عن القانون، في حين يقرأ مجلس اللوردات مشروع قانون المجالس الكنسية المختارة؛ ولا يتجاوز أي منهما القراءة الأولى. في مجلس العموم الكندي، مشروع القانون المعروض هو مشروع القانون C-1، وهو قانون يتعلق بإدارة قسم المنصب،  بينما في مجلس الشيوخ، هو مشروع القانون S-1، وهو قانون يتعلق بالسكك الحديدية.  لا علاقة لنصوص هذين القانونين بأي شكل من الأشكال بيمين المنصب أو السكك الحديدية؛ بل تحتوي بدلاً من ذلك على عبارات متطابقة تقريبًا تشرح وظيفتهما الشكلية.   على النقيض من ذلك، في أستراليا ونيوزيلندا، لا يتم تقديم أي مشاريع قوانين شكلية؛ بل تنظر مجالس النواب هناك بدلاً من ذلك في بعض البنود التجارية القصيرة وغير المثيرة للجدل قبل مناقشة خطاب الرد.  

## نظائر

### الملكيات

#### اليابان

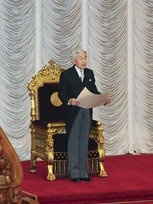
الإمبراطور أكيهيتو يدعو إلى انعقاد البرلمان الوطني، 2011

في اليابان، يلقي الإمبراطور خطاب تحية قصير فقط خلال حفل افتتاح البرلمان الوطني؛  ولا يشير إلى أي سياسات حكومية، بل يسمح لرئيس الوزراء بدلاً من ذلك بمعالجة المسائل السياسية.

#### ماليزيا
وتتبع ماليزيا نفس الممارسة، حيث يلقي الملك خطابا كهذا أمام برلمان ماليزيا في جلسة مشتركة خلال افتتاحه الرسمي كل عام في شهر مارس.

#### المغرب
ويلقي الملك كلمة أمام البرلمان في بداية دورته السنوية في يوم الجمعة الثاني من شهر أكتوبر. لا يكون الخطاب ملزما قانونيا إلا إذا قرأ أمام مجلسي البرلمان. 

#### هولندا

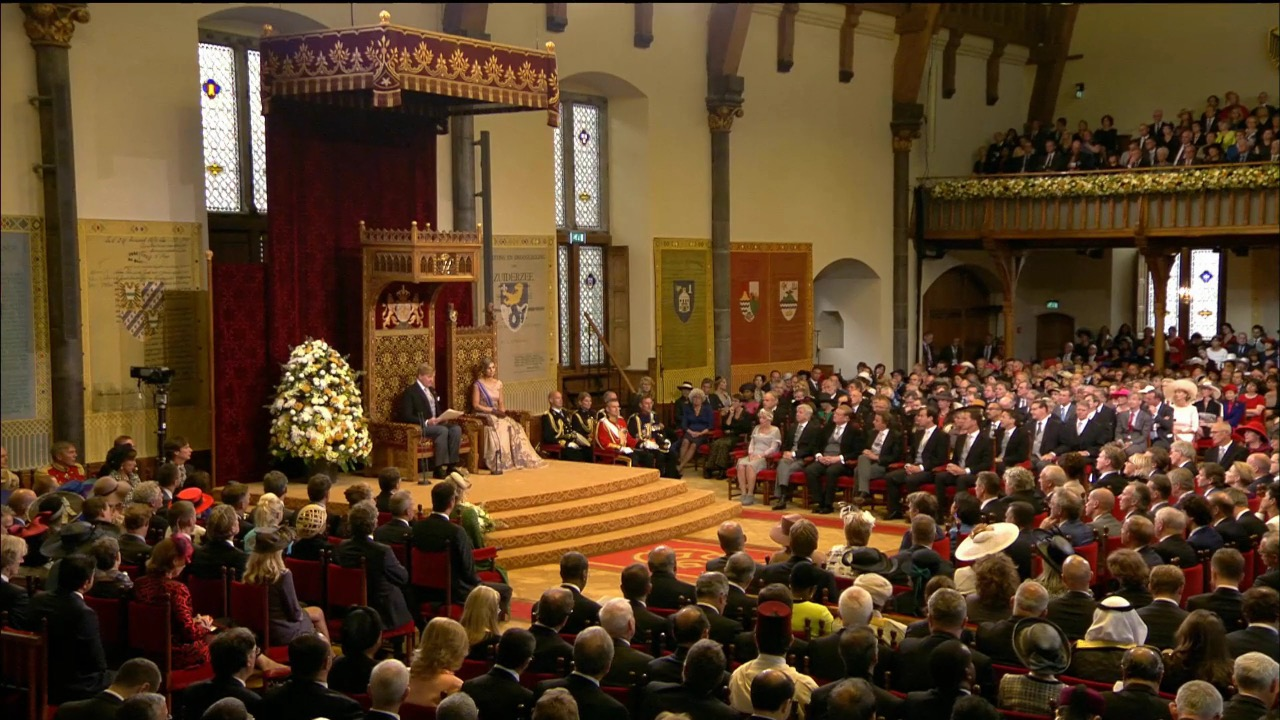
الملك ويليم ألكسندر ملك هولندا يقرأ خطاب العرش، 2015

في هولندا، يُلقى خطاب العرش سنويًا في ثالث ثلاثاء من شهر سبتمبر، ويُسمى يوم الأمير (Prinsjesdag).  تنص المادة 65 من الدستور على أن "بيان السياسة التي ستتبعها الحكومة يُقدم من قِبل الملك أو نيابةً عنه قبل جلسة مشتركة لمجلسي البرلمان تُعقد كل عام في ثالث ثلاثاء من شهر سبتمبر أو في أي تاريخ سابق يحدده قانون برلماني".
يسافر الملك من قصر نورتاينده بالعربة إلى قاعة الفرسان (Ridderzaal) في بيننهوف في لاهاي لقراءة الخطاب أمام جلسة مشتركة للولايات العامة.  وبعد الخطاب، ينادي رئيس الجلسة المشتركة: "عاش الملك!". وبعد ذلك يتم الترحيب بالملك بثلاث هتافات. يغادر الملك وحاشيته، ويُعلن انتهاء الجلسة المشتركة. يعود الملك إلى القصر في العربة ويظهر على شرفة القصر برفقة أعضاء آخرين من العائلة المالكة.  بعد تعديل الدستور عام 1983، تغيرت مدة الدورة البرلمانية من عام واحد إلى أربع سنوات. ونتيجة لذلك، لم يعد الخطاب يمثل افتتاح دورة برلمانية، بل بداية عام برلماني جديد. 

#### النرويج

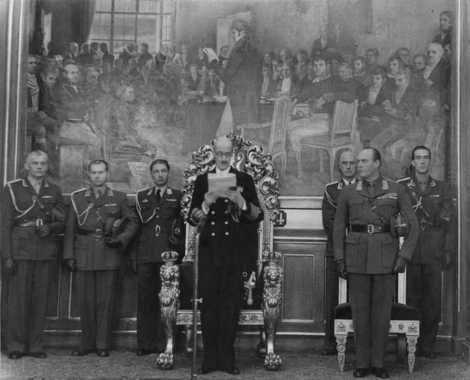
الملك هوكون السابع ملك النرويج يلقي خطابًا من على عرش البرلمان، 1950

في النرويج، يُطلب من الملك بموجب المادة 74 من الدستور أن يرأس افتتاح دورة البرلمان (التي تُعقد كل شهر أكتوبر) بعد أن يُعلن رئيس البرلمان عن تشكيله قانونيًا.   يلقي الملك خطابا أمام أعضاء البرلمان في قاعة البرلمان. كما يرافقه وريث العرش بانتظام. 
عند وصول الملك إلى القاعة، يقف أعضاء البرلمان ويُنشد المقطع الأول من النشيد الملكي. يُسلّم رئيس الوزراء الملك خطابه، ثم يُلقيه بينما يبقى الجميع واقفين. بعد ذلك، يجلس الملك والأعضاء في مقاعدهم، ويُقرأ تقرير حالة المملكة، وهو سرد لإنجازات الحكومة خلال العام الماضي (يُقرأ عادةً بلغة النينورسك)، وعادةً ما يُلقيه أصغر أعضاء الحكومة الحاضرين.  
ينهض الأعضاء والملك ويقدم رئيس الوزراء للملك التقرير، ويعيد الملك الخطاب والتقرير إلى الرئيس. يلقي الرئيس بعض الكلمات ويختتم كلمته بقوله "حفظ الله ملكنا وبلادنا"، وينضم إليه أعضاء آخرون من البرلمان، ثم يتم غناء المقطع الأول من النشيد الوطني. بعد مغادرة الملك وحاشيته، تُرفع الجلسة ومناقشة الخطاب والتقرير أولاً في الجلسة التالية. 

#### إسبانيا
في إسبانيا، كان من المعتاد إلقاء الخطب من فوق العرش قبل إعلان الجمهورية الإسبانية الثانية في عام 1931. مع عودة النظام الملكي الإسباني في عام 1975، لا يزال الملك يفتتح البرلمان ولكنه لم يعد يلقي "خطاب العرش". يلقي الملك خطابًا لكنه لا يركز على سياسة الحكومة أو يوجهها.

#### السويد

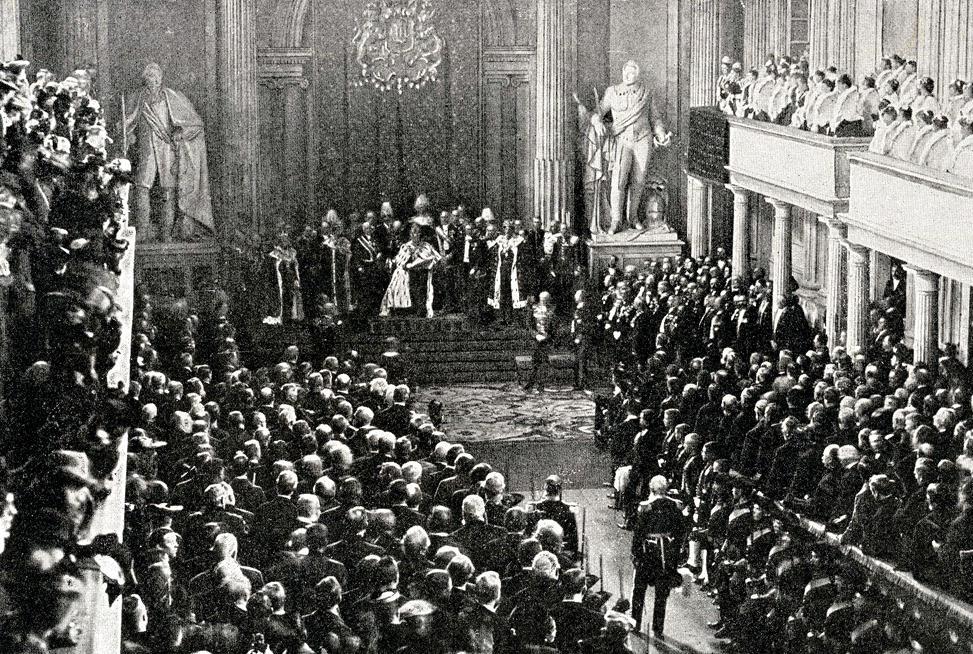
الملك أوسكار الثاني ملك السويد والنرويج، يرتدي تاجه وملابسه الاحتفالية، ويلقي الخطاب من على العرش، 1898

في السويد، استمرت ممارسة إلقاء الملك لخطاب العرش حتى عام 1974، تزامناً مع إعادة كتابة دستور السويد الذي أزال التدخل الرسمي للملك في العملية التشريعية. كان الافتتاح القديم للهيئة التشريعية يسمى "الافتتاح الرسمي للريكسداغ" (السويدية: Riksdagens högtidliga öppnande) وكان مليئًا بالرمزية. كان يُلقى الخطاب أمام البرلمان في قاعة الدولة بالقصر الملكي، وكان الملك يجلس على العرش الفضي أثناء إلقائه خطابه.
قبل عام 1907، كان الملك والأمراء من ذوي الدم الملكي يرتدون أيضًا أثوابهم الملكية والأميرية وتيجانهم وأكاليلهم. بعد وفاة أوسكار الثاني، لم يُتوّج خليفته، غوستاف الخامس، وبالتالي لم يرتدِ التاج عند افتتاح البرلمان. بدلًا من ذلك، وُضع التاج والصولجان على وسائد بجانب العرش، وكان الرداء يُلفّ على العرش.
بعد إلغاء مراسم الافتتاح في القصر، والتي أُقيمت آخر مرة عام 1974، ولمرة واحدة فقط في عهد كارل السادس عشر غوستاف، يُقام الافتتاح الآن في قاعة البرلمان (الريكسداغ) بحضور الملك وعائلته. لا يزال الملك هو من يفتتح الدورة السنوية رسميًا، ولكنه لم يعد يُلقي "خطاب العرش"؛ بل يُدعى الملك من قِبل رئيس البرلمان، ويُلقي خطابًا تمهيديًا، ثم يُعلن افتتاح الدورة. بعد الخطاب، يُلقي رئيس الوزراء بيانًا ببرنامج الحكومة القادم (السويدية: Regeringsförklaring) للسنة التشريعية القادمة.

#### تايلاند
في تايلاند، يلقي الملك خطابًا في جلسة مشتركة في قاعة عرش أنانتا ساماخوم، حيث ينصح الجمعية الوطنية في عملها.

### الجمهوريات

رئيس الفلبين يلقي خطاب حالة الأمة لعام 2015

تُقيم العديد من الجمهوريات أيضًا حدثًا سنويًا يُلقي فيه الرئيس خطابًا في جلسة مشتركة للهيئة التشريعية، مثل خطاب حالة الاتحاد الذي يُلقيه رئيس الولايات المتحدة، وفي معظم الولايات الأمريكية، يُلقي الحاكم خطاب حالة ولاية مُماثل. وبالمثل، يُلقي رئيس الفلبين خطاب حالة الأمة. تُعرف هذه الممارسة في الدول الأمريكية الناطقة بالإسبانية باسم "رسالة إلى الأمة" (mensaje a la nación). غالبًا ما تكون هذه الخطابات في اليوم الأول من الدورة التشريعية الجديدة أو بالقرب منها. ومع ذلك، من الناحية النظرية، بدلاً من مجرد تحديد أولويات العام المقبل، يُفترض أن يُقدم رئيس الدولة تقريرًا إلى الهيئة التشريعية حول حالة البلاد، ومن هنا جاء مصطلح حالة الأمة.

### الاتحادات فوق الوطنية
ويتبع الاتحاد الأوروبي ممارسة مماثلة تعرف باسم خطاب حالة الاتحاد، حيث يلقي رئيس المفوضية الأوروبية كلمة أمام جلسة عامة للبرلمان الأوروبي كل شهر سبتمبر. وينظم هذا الخطاب اتفاقية إطارية لعام 2010 بشأن العلاقات بين البرلمان الأوروبي والمفوضية الأوروبية. 

## روابط خارجية

### كندا
- خطاب العرش
- سجلات برلمان كندا للخطابات السابقة للعرش وطلبات الرد

### المملكة المتحدة
- خطاب الملكة في برلمان المملكة المتحدة 2021 – GOV.UK
- خطاب الملكة في برلمان المملكة المتحدة ديسمبر 2019 – GOV.UK
- خطاب الملكة في برلمان المملكة المتحدة أكتوبر 2019 – GOV.UK
- خطاب الملكة في برلمان المملكة المتحدة 2017 – GOV.UK
- خطاب الملكة في برلمان المملكة المتحدة 2016 – GOV.UK
- جميع خطابات الملكة في البرلمان - إنها تعمل من أجلك